# دين بوكانان
دين بوكانان (بالإنجليزية: Dean Buchanan)‏ هو رسام نيوزلندي، ولد في 22 نوفمبر 1953 في نيوزيلندا.